# Salmo 85
Il salmo 85 (84 secondo la numerazione greca) costituisce l'ottantacinquesimo capitolo del Libro dei salmi.
È tradizionalmente attribuito ai figli di Core. È utilizzato dalla Chiesa cattolica nella liturgia delle ore.